# Cormot-le-Grand
Cormot-le-Grand est une ancienne commune française située dans le département de la Côte-d'Or en région Bourgogne-Franche-Comté. En 2017, elle est intégrée dans la commune nouvelle de Cormot-Vauchignon.

## Histoire
Sous l'Ancien Régime, les villages de Cormot le Grand, Cormot le Petit et Vauchignon font partie de la paroisse de Nolay. La commune de Cormot-le-Grand est créée sous la Révolution. Le 1er janvier 2017, elle fusionne avec la commune voisine de Vauchignon pour former la commune nouvelle de Cormot-Vauchignon.

## Politique et administration
| Période                                  | Période | Identité        | Étiquette | Qualité                    |
| ---------------------------------------- | ------- | --------------- | --------- | -------------------------- |
| vers 1970                                |         | Lucien Boudriot |           |                            |
|                                          |         | Bernard Prieur  |           |                            |
| mars 2001                                | 2016    | Marc Denizot    |           | Retraité de l'enseignement |
| Les données manquantes sont à compléter. |         |                 |           |                            |

## Démographie
L'évolution du nombre d'habitants est connue à travers les recensements de la population effectués dans la commune depuis 1793. À partir du 1er janvier 2009, les populations légales des communes sont publiées annuellement dans le cadre d'un recensement qui repose désormais sur une collecte d'information annuelle, concernant successivement tous les territoires communaux au cours d'une période de cinq ans. 
Pour les communes de moins de 10 000 habitants, une enquête de recensement portant sur toute la population est réalisée tous les cinq ans, les populations légales des années intermédiaires étant quant à elles estimées par interpolation ou extrapolation. Pour la commune, le premier recensement exhaustif entrant dans le cadre du nouveau dispositif a été réalisé en 2006,.
En 2014, la commune comptait 152 habitants, en évolution de +4,83 % par rapport à 2009 (Côte-d'Or : +1,38 %, France hors Mayotte : +2,49 %).
| 1793 | 1800 | 1806 | 1821 | 1831 | 1836 | 1841 | 1846 | 1851 |
| ---- | ---- | ---- | ---- | ---- | ---- | ---- | ---- | ---- |
| 354  | 402  | 409  | 325  | 390  | 365  | 360  | 358  | 372  |

| 1856 | 1861 | 1866 | 1872 | 1876 | 1881 | 1886 | 1891 | 1896 |
| ---- | ---- | ---- | ---- | ---- | ---- | ---- | ---- | ---- |
| 351  | 356  | 360  | 309  | 309  | 330  | 321  | 321  | 272  |

| 1901 | 1906 | 1911 | 1921 | 1926 | 1931 | 1936 | 1946 | 1954 |
| ---- | ---- | ---- | ---- | ---- | ---- | ---- | ---- | ---- |
| 283  | 270  | 262  | 221  | 195  | 201  | 176  | 143  | 127  |

| 1962 | 1968 | 1975 | 1982 | 1990 | 1999 | 2006 | 2011 | 2014 |
| ---- | ---- | ---- | ---- | ---- | ---- | ---- | ---- | ---- |
| 155  | 132  | 142  | 129  | 149  | 146  | 142  | 148  | 152  |

## Culture locale et patrimoine

### Lieux et monuments
- Chapelle Saint Antoine

### Héraldique
| Blason | Blasonnement : D'argent au tau de gueules, accompagné de six roses du même, pointées d'or, mantelé de sinople. |